# Artillery
Artillery er et dansk thrash metal-band. Det blev dannet i Taastrup i juni 1982 af trommeslager Carsten Nielsen og guitarist Jørgen Sandau. Efter at have prøvet forskellige musikere bestod Artillery af Jørgen Sandau, Carsten Nielsen, Per Onink, Morten Stützer og Michael Stützer. Artillery's oprindelse var i 1980, da Stützer-brødrene dannede et band ved navn Devil's Symphony. Det nye navn fra 1982 var baseret på sangen "Heavy Artillery" af bandet Tank.
Artillery delte øvelokale med Mercyful Fate og Metallica i en periode, og Artillery's musik var derved også betydelig influeret af Metallica. Under indspilningen af Metallicas Master Of Puppets havde Artillery et nært venskab med Metallica, og mange mener, at riffs fra Metallica-pladen er inspireret af Artillery. Artillery har blandt andet turneret i Sovjetunionen i 1989 sammen med Sort Sol.

## Diskografi

### Demoer
- 1982 – We Are the Dead
- 1984 – Shellshock
- 1984 – Deeds of Darkness
- 1989 – 1989 promo
- 1991 – The Mind Factory

### Studiealbummer
- 1985 – Fear of Tomorrow LP [Neat Records]
- 1987 – Terror Squad LP [Neat Records]
- 1990 – By Inheritance LP/CD [Roadracer Records]
- 1999 – B.A.C.K. – CD [Diehard Music]
- 2009 – When Death Comes – CD [Metal Mind Productions]
- 2011 – My Blood – CD [Metal Mind Productions]
- 2013 – Legions – CD [Metal Blade Records]
- 2016 – Penalty by Perception – CD [Metal Blade Records]
- 2018 – The Face of Fear – CD [Metal Blade Records]

### Opsamlinger
- 1990 – Fear of Tomorrow/Terror Squad – CD [Roadracer Records]
- 1997 – Deadly Relics – CD [Mighty Music]
- 2007 – Through the Years – CD [Metal Mind]